# La llamada (musical)
La llamada es una obra de teatro de género musical escrita y dirigida por Javier Ambrossi y Javier Calvo. Es una comedia con números musicales que sigue el desarrollo de una comedia romántica, pero trasciende y juega con todos estos géneros para terminar siendo un canto a la libertad y al primer amor. Entre los temas que trata se encuentra el paso de la adolescencia, la amistad y el amor.
Se estrenó como un musical contracultural en el vestíbulo del Teatro Lara de Madrid el 2 de mayo de 2013,  durante ocho funciones que "se llenaron por completo". El éxito de público y de las críticas que la avalaron, lo alzaron hasta el escenario principal el 18 de octubre de 2013 donde llegaron a colgar el cartel de “no hay localidades” desde entonces.
Las selección de canciones está formada por temas originales compuestos por Alberto Jiménez (cantante de Miss Caffeina), así como canciones de Whitney Houston, Presuntos Implicados, Henry Méndez y canciones religiosas, entre otras. Todo ello acompañado de una pequeña orquesta formada por cuatro músicos.
Su gran éxito en el público hizo que realizasen una gira por diferentes teatros. Comenzaron su gira por España el año 2014. Entre las ciudades visitadas se encuentran: Palencia, Valladolid, Valencia o Soria. En total, más de 30 ciudades españolas acogieron el espectáculo. Además de una gira realizada por España, este musical fue interpretado también en Moscú.
En 2015, INK Teatro y Claudio Sodi compraron los derechos para llevar el musical a México, donde se estrenó el 28 de agosto de ese año en el Teatro López Tarso. Sin embargo, la adaptación mexicana tuvo una mala recepción por parte del público y salió de cartelera a las pocas semanas.
Se planea también producciones en Argentina, Perú, Uruguay y Chile.
El 15 de abril de 2015 se celebró el 2.º aniversario de La llamada, motivo por el cual se hizo una representación especial en el que participaron, además de los actores de esa temporada, aquellos que han interpretado alguno de los personajes.
Su versión cinematográfica se estrenó en 2017.
Una nueva versión de la llamada estrenó en el Off-Broadway el 9 de mayo de 2024.

## Trama
La trama se sitúa en Segovia durante el mes de agosto de 2013. María y Susana son dos adolescentes de diecisiete años que sienten una pasión enorme por el reguetón y el electro latino (juntas forman un grupo llamado Suma Latina). Ambas se encuentran en el campamento La Brújula, un campamento de verano cristiano al que acuden desde pequeñas. Dicho campamento está coordinado por dos monjas: Bernarda, una mujer moderna y de buen corazón que intenta transmitir la fe a través de la música, y Milagros, una novicia joven e inocente con dudas que admira a Presuntos Implicados. Durante las noches que pasa allí, María tiene apariciones de Dios que le canta canciones de Whitney Houston. Su aparición comenzará a cambiar la vida de los personajes, cuestionándose sus vidas y planteándose los nuevos retos de sus futuros.

## Reparto

### María Casado
Reparto fijo
     Colaboración especial / Sustitución puntual
     Actor / Actriz actualmente en cartel
|                 | Información                      |      |      |      |      |      |      |      |      |      |      |      |      |  |
| Año             |                                  | 2013 | 2014 | 2015 | 2016 | 2017 | 2018 | 2019 | 2020 | 2021 | 2022 | 2023 | 2024 |  |
| --------------- | -------------------------------- | ---- | ---- | ---- | ---- | ---- | ---- | ---- | ---- | ---- | ---- | ---- | ---- |  |
| Macarena García | Actriz.                          |      |      |      |      |      |      |      |      |      |      |      |      |  |
| Claudia Traisac | Actriz.                          |      |      |      |      |      |      |      |      |      |      |      |      |  |
| Clara Alvarado  | Actriz.                          |      |      |      |      |      |      |      |      |      |      |      |      |  |
| Susana Abaitua  | Actriz.                          |      |      |      |      |      |      |      |      |      |      |      |      |  |
| Nuria Herrero   | Actriz y bailarina.              |      |      |      |      |      |      |      |      |      |      |      |      |  |
| Anna Castillo   | Actriz.                          |      |      |      |      |      |      |      |      |      |      |      |      |  |
| Nerea Rodríguez | Actriz y cantante.               |      |      |      |      |      |      |      |      |      |      |      |      |  |
| Andrea Guasch   | Actriz y cantante.               |      |      |      |      |      |      |      |      |      |      |      |      |  |
| Angy Fernández  | Actriz, cantante y presentadora. |      |      |      |      |      |      |      |      |      |      |      |      |  |
| Lydia Fairén    | Actriz, bailarina y cantante.    |      |      |      |      |      |      |      |      |      |      |      |      |  |

### Susana Romero
Reparto fijo
     Colaboración especial / Sustitución puntual
     Actor / Actriz actualmente en cartel
|                | Información                      |      |      |      |      |      |      |      |      |      |      |      |      |
| Año            |                                  | 2013 | 2014 | 2015 | 2016 | 2017 | 2018 | 2019 | 2020 | 2021 | 2022 | 2023 | 2024 |
| -------------- | -------------------------------- | ---- | ---- | ---- | ---- | ---- | ---- | ---- | ---- | ---- | ---- | ---- | ---- |
| Andrea Ros     | Actriz.                          |      |      |      |      |      |      |      |      |      |      |      |      |
| Anna Castillo  | Actriz.                          |      |      |      |      |      |      |      |      |      |      |      |      |
| Angy Fernández | Actriz, cantante y presentadora. |      |      |      |      |      |      |      |      |      |      |      |      |
| Lucía Gil      | Actriz, cantante y presentadora. |      |      |      |      |      |      |      |      |      |      |      |      |
| Susana Abaitua | Actriz.                          |      |      |      |      |      |      |      |      |      |      |      |      |
| Nuria Herrero  | Actriz y bailarina.              |      |      |      |      |      |      |      |      |      |      |      |      |
| Marta Sango    | Actriz y cantante.               |      |      |      |      |      |      |      |      |      |      |      |      |

### Milagros
Reparto fijo
     Colaboración especial / Sustitución puntual
     Actor / Actriz actualmente en cartel
|                      | Información                  |      |      |      |      |      |      |      |      |      |      |      |      |
| Año                  |                              | 2013 | 2014 | 2015 | 2016 | 2017 | 2018 | 2019 | 2020 | 2021 | 2022 | 2023 | 2024 |
| -------------------- | ---------------------------- | ---- | ---- | ---- | ---- | ---- | ---- | ---- | ---- | ---- | ---- | ---- | ---- |
| Belén Cuesta         | Actriz.                      |      |      |      |      |      |      |      |      |      |      |      |      |
| Olalla Hernández     | Actriz.                      |      |      |      |      |      |      |      |      |      |      |      |      |
| Érika Bleda          | Actriz.                      |      |      |      |      |      |      |      |      |      |      |      |      |
| Roko                 | Actriz y cantante.           |      |      |      |      |      |      |      |      |      |      |      |      |
| Javier Calvo         | Actor, director y guionista. |      |      |      |      |      |      |      |      |      |      |      |      |
| Estrella Xtravaganza | Drag queen.                  |      |      |      |      |      |      |      |      |      |      |      |      |

### Bernarda de los Arcos
Reparto fijo
     Colaboración especial / Sustitución puntual
     Actor / Actriz actualmente en cartel
|                 | Información                       |      |      |      |      |      |      |      |      |      |      |      |      |
| Año             |                                   | 2013 | 2014 | 2015 | 2016 | 2017 | 2018 | 2019 | 2020 | 2021 | 2022 | 2023 | 2024 |
| --------------- | --------------------------------- | ---- | ---- | ---- | ---- | ---- | ---- | ---- | ---- | ---- | ---- | ---- | ---- |
| Llum Barrera    | Actriz, humorista y presentadora. |      |      |      |      |      |      |      |      |      |      |      |      |
| Gracia Olayo    | Actriz.                           |      |      |      |      |      |      |      |      |      |      |      |      |
| Soledad Mallol  | Actor, director y guionista.      |      |      |      |      |      |      |      |      |      |      |      |      |
| Brays Efe       | Actor y presentador.              |      |      |      |      |      |      |      |      |      |      |      |      |
| Alicia Orozco   | Actriz.                           |      |      |      |      |      |      |      |      |      |      |      |      |
| Mar Abascal     | Actriz y soprano.                 |      |      |      |      |      |      |      |      |      |      |      |      |
| Neus Sanz       | Actriz y humorista.               |      |      |      |      |      |      |      |      |      |      |      |      |
| Yolanda Ramos   | Actriz y humorista.               |      |      |      |      |      |      |      |      |      |      |      |      |
| Marta Valverde  | Actriz y cantante.                |      |      |      |      |      |      |      |      |      |      |      |      |
| Loreto Valverde | Actriz y cantante.                |      |      |      |      |      |      |      |      |      |      |      |      |

### Dios
Reparto fijo
     Colaboración especial / Sustitución puntual
     Actor / Actriz actualmente en cartel
|                       | Información              |      |      |      |      |      |      |      |      |      |      |      |      |
| Año                   |                          | 2013 | 2014 | 2015 | 2016 | 2017 | 2018 | 2019 | 2020 | 2021 | 2022 | 2023 | 2024 |
| --------------------- | ------------------------ | ---- | ---- | ---- | ---- | ---- | ---- | ---- | ---- | ---- | ---- | ---- | ---- |
| Richard Collins-Moore | Actor y cantante.        |      |      |      |      |      |      |      |      |      |      |      |      |
| David Comrie          | Actor.                   |      |      |      |      |      |      |      |      |      |      |      |      |
| Raoul Vázquez         | Cantante.                |      |      |      |      |      |      |      |      |      |      |      |      |
| Paco Arrojo           | Cantante.                |      |      |      |      |      |      |      |      |      |      |      |      |
| Ruth Lorenzo          | Cantante y presentadora. |      |      |      |      |      |      |      |      |      |      |      |      |
| Famous Oberogo        | Cantante.                |      |      |      |      |      |      |      |      |      |      |      |      |
| Gerónimo Rauch        | Actor y cantante.        |      |      |      |      |      |      |      |      |      |      |      |      |
| Supremme de Luxe      | Drag queen y cantante.   |      |      |      |      |      |      |      |      |      |      |      |      |

## Números musicales
- «I will always love you»
- «Si esto es fe»
- «Viviremos firmes en la fe»
- «Estoy alegre»
- «I have nothing»
- «Todas las flores» (España) / «Eres mi religión» (México) / «A veces me parece» (Chile) / «Extraño ser» (Argentina)
- «Lo hacemos y ya vemos»
- «Step by step»

La canción «Todas las flores» del grupo Presuntos Implicados se reemplaza en la producción mexicana por la canción «Eres mi religión» del grupo Maná. En la producción chilena se reemplaza por «A veces me parece» del trío chileno Ariztía. En la producción argentina la canción intepretadada es «Extraño ser» de la banda de rock Suéter.

## Grabaciones
En 2014 se puso a la venta un maxisencillo con 4 canciones interpretadas por el elenco español. La producción mexicana anunció en sus redes sociales la grabación de un disco con el elenco mexicano.
En 2019 se puso a la venta en la web oficial de la llamada un nuevo álbum con algunas canciones del musical interpretadas por el elenco actual del musical.

## Crítica
La llamada fue recibida positivamente por los críticos teatrales, destacando la interpretación de los actores y el guion. Marcos Ordóñez, de El País, afirmó que «la historia es sencilla y atrapa porque la fuerza y gracia de las situaciones, y los diálogos naturalísimos, y porque todos parecen creer intensamente en lo que hacen», además de destacar a Macarena García como «sensacional». Saúl Fernández, de La Nueva España, escribió que «los dos autores crearon un musical prodigioso que transforma las canciones de la cantante norteamericana en una colección de versos místicos».
Según una encuesta realizada por El País, La llamada fue nombrada como el mejor montaje teatral de 2013. La revista Metrópoli incluyó el musical entre los diez mejores espectáculos de teatro en Madrid.

## Premios
Premios Unión de Actores
| Año  | Categoría                         | Candidato             | Resultado |
| ---- | --------------------------------- | --------------------- | --------- |
| 2014 | Mejor actriz de reparto de teatro | Belén Cuesta          | Nominada  |
| 2014 | Mejor actor de reparto de teatro  | Richard Collins-Moore | Nominado  |
| 2015 | Mejor actriz secundaria de teatro | Gracia Olayo          | Nominada  |

Fotogramas de Plata
| Año  | Categoría              | Candidato       | Resultado |
| ---- | ---------------------- | --------------- | --------- |
| 2013 | Mejor actriz de teatro | Macarena García | Ganadora  |

BroadwayWorld Spain
| Año  | Categoría                        | Candidato                     | Resultado |
| ---- | -------------------------------- | ----------------------------- | --------- |
| 2013 | Mejor musical original           | Mejor musical original        | Nominado  |
| 2013 | Mejor musical pequeño formato    | Mejor musical pequeño formato | Ganador   |
| 2013 | Mejor director artístico         | Javier Ambrossi Javier Calvo  | Ganadores |
| 2013 | Mejor actriz principal           | Macarena García               | Ganadora  |
| 2013 | Mejor actriz de reparto          | Belén Cuesta                  | Ganadora  |
| 2013 | Mejor actor de reparto           | Richard Collins-Moore         | Nominado  |
| 2013 | Mejor coreografía                | Ana del Rey Noemí Cabrera     | Ganadoras |
| 2013 | Mejor escenografía               | Ana Garay                     | Ganadora  |
| 2013 | Mejor vestuario                  | Ana López Cobos               | Ganadora  |
| 2013 | Mejor iluminación                | Carlos Alzueta                | Ganador   |
| 2013 | Mejor diseño original del cartel | Pelayo Rocal Valero Rioja     | Ganadora  |
| 2014 | Mejor musical en gira            | Mejor musical en gira         | Nominado  |
| 2014 | Mejor actriz de reparto          | Gracia Olayo                  | Ganadora  |
| 2015 | Mejor actriz principal           | Claudia Traisac               | Nominada  |
| 2015 | Mejor actriz de reparto          | Angy Fernández                | Ganadora  |
| 2020 | Mejor actriz principal           | Marta Sango                   | Nominada  |

Premios Teatro Musical
| Año  | Categoría                | Película                     | Resultado |
| ---- | ------------------------ | ---------------------------- | --------- |
| 2014 | Mejor musical            | Mejor musical                | Nominado  |
| 2014 | Mejor director de escena | Javier Ambrossi Javier Calvo | Nominados |
| 2014 | Mejor actriz de reparto  | Belén Cuesta                 | Ganadora  |
| 2014 | Mejor actriz revelación  | Macarena García              | Nominada  |
| 2014 | Mejor coreografía        | Ana del Rey Noemí Cabrera    | Nominadas |

Otros premios
- Premio  Libertad TEATRO para Javier Ambrossi y Javier Calvo[16]

## Adaptación al cine
Durante la quinta temporada se comenzó a rumorear sobre la posible adaptación cinematográfica del musical. Finalmente, el 4 de noviembre de 2015, Javier Ambrossi y Javier Calvo confirmaron oficialmente la noticia. El largometraje contó con la producción de Enrique López Lavigne, José Corbacho y Kike Maíllo, a través de Apache Films y Sábado Películas, y la producción de TVE. Está protagonizado por Macarena García, Anna Castillo, Gracia Olayo, Belén Cuesta y Richard Collins-Moore y cuenta con la participación de Secun de la Rosa, Víctor Elías o Esty Quesada entre otros.